# Monorail van Memphis
De Monorail van Memphis, Memphis Suspension Railway of Mud Island Monorail is een hangende monorail die het stadscentrum van Memphis verbindt met het amusementspark op Mud Island. De monorail werd geopend op 3 juli 1982 en bevindt zich onder een loopbrug over de Wolf River Lagoon  die verbinding maakt met de zuidpunt van Mud Island. 
In 2018 deden zich meerdere storingen voor tijdens de reizigersdienst. Bij een van de storingen moest de brandweer tussenkomen om gestrande passagiers te ontzetten. Finaal viel ook de motor uit en sinds 2021 is de monorail buiten gebruik.

## Bouw en opening

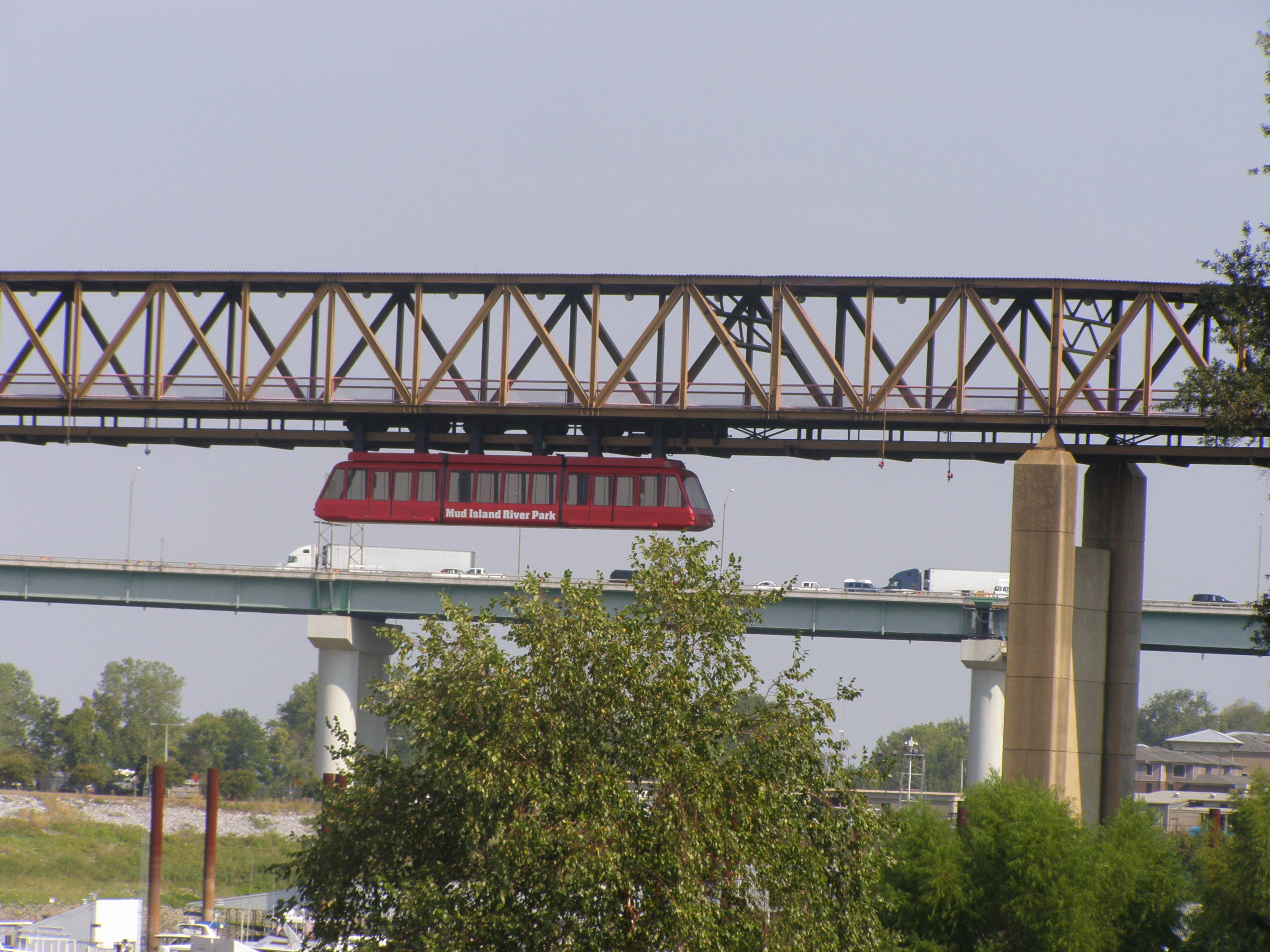
Eén van beide zweeftreinen onderweg

Op de lijn werden twee zweeftreinen ingezet die gebouwd werden in Zwitserland en geleverd in de zomer van 1981. De 518 meter lange voetbrug opende op 29 juni 1981 en de monorail volgde bijna een jaar later in juli 1982. De voertuigen worden voortbewogen door een 1067 meter lange kabel en waren zelf dus niet gemotoriseerd. Beide zweeftreinen waren daardoor aan elkaar gekoppeld en bewogen dus gelijktijdig heen en weer op parallelle sporen tussen de Front Street Terminal aan de kant van de binnenstad en de Mud Island Terminal. Elk voertuig had een maximale capaciteit van 180 passagiers en bewoog tegen een snelheid van 11,3 km/h.
Omdat de voetgangersbrug een commercieel gebruikte openbare waterweg overspande, stelde de Amerikaanse kustwacht ten tijde van de bouw dat deze dezelfde doorvaarthoogte zou moeten hebben als de nabijgelegen Hernando de Soto-brug die de Mississippi overspant. Dit leidde ertoe dat de brug op de huidige hoogte is gebouwd.

## In de populaire cultuur
In de film The Firm uit 1993 gebruikt Mitch McDeere, gespeeld door Tom Cruise, de monorail om te ontsnappen aan "The Firm" die erop uit is hem te vermoorden.

## Incident, ongeval en sluiting
Op 19 juni 1994 viel een 19-jarige studente tijdens het schoonmaken van de buitenramen van één van de zweeftreinen naar beneden en stierf. De politie van Memphis klasseerde de val van 7,9 meter als een ongeluk. Haar familie verloor de rechtszaak die ze had aangespannen tegen de stad Memphis.
Op 29 september 2018 zaten zes passagiers vast in een van de treinen toen deze halverwege tot stilstand kwamen. De stop werd veroorzaakt door een gesprongen zekering. Ongeveer 20 minuten later kon de bestuurder het voertuig evacueren via de erboven gelegen voetgangersbrug. Geen van de reizigers geraakte gewond.
De monorail werd op 6 juli 2018 voor onbepaalde tijd gesloten maar werd sporadisch nog ingezet voor speciale evenementen.
Vanaf 2021 is de monorail buiten gebruik.

## Onderhoud en herstel
Vanwege zijn unieke aard was slechts één man in staat om het systeem te repareren en in dienst te houden, namelijk Paul Jordan, de ingenieur die de monorail bouwde. In de loop van de decennia vloog hij regelmatig naar Memphis, vaak met zijn eigen vliegtuig, en bleef er enkele dagen om reparaties uit te voeren.
Bij een door Schwager Davis in 2021 uitgevoerde audit van de monorail bleek het systeem niet meer op te starten. In juni 2022 maakte de gemeenteraad van Memphis 5,5 miljoen dollar vrij om te starten met de renovatie van de monorail.